# Stanisław Glixelli
Stanisław Glixelli (ur. 3 marca 1882 w Warszawie, zm. 30 marca 1952 w Poznaniu) – chemik polski, profesor Uniwersytetu Poznańskiego, członek Polskiej Akademii Umiejętności.

## Życiorys
Był synem Wojciecha (nauczyciela, urzędnika, członka Rządu Narodowego w powstaniu styczniowym) i Heleny z Chrzanowskich. Uczęszczał do Męskiego Gimnazjum Rządowego w Kielcach, działając w czasie nauki szkolnej w kółkach młodzieżowych zbliżonych do Polskiej Partii Socjalistycznej. W latach 1901–1904 studiował chemię i krystalografię na Cesarskim Uniwersytecie Warszawskim, następnie na Uniwersytecie Jagiellońskim. W czasie studiów w Krakowie był jednocześnie asystentem w Katedrze Chemii Organicznej (1906–1908). W 1908 obronił rozprawę doktorską O działaniu siarkowodoru na sole cynkowe.
W latach 1909–1919 pracował jako analityk w Muzeum Przemysłu i Rolnictwa w Warszawie. W 1912 uzupełniał studia w Getyndze, m.in. pod kierunkiem Richarda Zsigmondy'ego. W latach 1911–1915 był jednocześnie asystentem w Katedrze Ogólnej Technologii Chemicznej w Warszawskim Instytucie Politechnicznym. W 1915 zajmował się zabezpieczaniem aparatury i urządzeń tej uczelni przed wywiezieniem ich przez Rosjan. Wykładał chemię nieorganiczną na Wydziale Przyrodniczym Towarzystwa Kursów Naukowych (1915-1918) i Wolnej Wszechnicy Polskiej (1919-1920) w Warszawie (kierował Katedrą Chemii Nieorganicznej).
W 1920 uzyskał stanowisko docenta na Uniwersytecie Poznańskim na podstawie pracy Ueber die Abhängigkeit der Elektrosmose von den chemischen Eigenschaften des Diaphragmas. Został profesorem nadzwyczajnym tej uczelni i objął Katedrę Chemii Ogólnej na Wydziale Rolniczo-Leśnym. W 1924 został mianowany profesorem zwyczajnym, w roku akademickim 1924/1925 pełnił funkcję dziekana Wydziału Rolniczo-Leśnego. Zaprojektował i kierował budową gmachu Zakładu Chemii Ogólnej Uniwersytetu Poznańskiego. W 1920 został członkiem zwyczajnym Poznańskiego Towarzystwa Przyjaciół Nauk. Był również członkiem korespondentem Polskiej Akademii Umiejętności (od 1950), a w latach 1936–1937 pełnił funkcję prezesa Polskiego Towarzystwa Chemicznego. W czasie II wojny światowej uczestniczył w tajnym nauczaniu na poziomie uniwersyteckim.
Jego zainteresowania naukowe obejmowały elektrochemię i fizykochemię koloidów. Wspólnie z Józefem Zawadzkim wyznaczył potencjał elektrokinetyczny siarki. Opracował fizykochemiczne metody otrzymywania koncentratów z ubogich rud cynkowych oraz metodę pomiaru potencjału elektrokinetycznego, tzw. metodę Glixellego. Ogłosił około 70 prac naukowych, m.in.:
- Elektroforeza gelów (1912)
- Metoda mierzenia szybkości elektroosmozy (1917)
- Potencjał elektrokinetyczny krzemionki galaretowatej (1928)
- Potencjał elektrokinetyczny galaret żelatynowych (1931)
- Metafosforany i pirofosforany jako źródła fosforu dla roślin (1933, z Kazimierzem Boratyńskim)
- Z badań nad składem chemicznym drewna niektórych drzew krajowych (1933, ze Stanisławem Prosińskim)
- O uwodnieniu kwasu metafosforowego w roztworach wodnych (1938)